# Луцький Георгій Михайлович
Гео́ргій Миха́йлович Лу́цький (22 червня 1938 — 27 червня 2024) — радянський і український науковець, доктор технічних наук (1986), професор (1986), завідувач кафедри обчислювальної техніки НТУУ КПІ.

## Освіта і наукові звання
- 1965 — закінчив Київський політехнічний інститут.
- 1970 — захистив кандидатську, а в 1986 р. — докторську дисертації за технічними науками. З 1973 р. — доцент, 1987 р. — професор, з 1991 року — завідувач кафедри обчислювальної техніки.

## Наукова діяльність
- Теорія паралельної обробки інформації, зокрема теорія конвеєрної обробки інформації і таких напрямків її розвитку як конвеєрно-циклічна обробка, багатовимірна конвеєрна обробка, систолічна і неавтономна обробка.
- Теорія розробки великомасштабних надпродуктивних обчислювальних систем.
- Методи та засоби інформатизації України та захисту інформації.

Очолював напрямок «Надпродуктивні паралельні обчислювальні системи та мережі».
Викладав дисципліни «Комп'ютерні системи» та «Проектування комп'ютерних систем».

## Громадська діяльність
- Віце-президент Української академії інформатики,
- керівник секції «Комп'ютерні та інтелектуальні системи та мережі» Української академії вищої школи,
- президент міжнародного товариства «Україна-Йорданія»,

## Відзнаки
- Медаль «У пам'ять 1500-річчя Києва» (1982)
- Нагрудний знак МОН України «Відмінник освіти»
- «Заслужений діяч науки і техніки України» (2007)

## Родина
Син — Луцький Максим Георгійович, український політик.

## Публікації
Є автором 290 наукових праць, з них: 5 монографій, 10 підручників, патенти на винаходи. В тому числі:
- Луцький Г. М., Кулаков Ю. О. Архитектура компьютерных сетей. К.: «Юніор», 2001, — 384с.
- Луцький Г. М., Печурін Н. К., Кривий С. Л. Основи дискретної математики. Київ.: Інститут системних досліджень Міністерства просвіти України, 1995, — 256с.
- Луцький Г. М., Капітонова Ю. В. Кривий С. Л., Летичевський А. А., Печурін Н. К. «Основи дискретної математики». — К.: LitSoft, 2000, Том 1, — 384с.
- Louttsky G., Zhukov I., Korochkin A. Parallel Computing. — K.: «Korneychuk», 2007. — 144p.
- Луцький Г. М., Долголенко О. М., Порєв В. М., Блінова Т. О. «Пристрій для додавання послідовності чисел із плаваючою крапкою». Патент України № 50428А, Бюл. № 10, 2002.
- Луцький Г. М., Долголенко О. М., Порєв В. М., Блінова Т. О. «Пристрій для додавання послідовності чисел із плаваючою крапкою». Патент України № 58920, Бюл. № 8, 2003
- "Метод повышения эффективности диагностирования элементов в многоканальных КС / Г. М. Луцкий //Системи управления и инфоромационные технологии. – № 1 (55) . – 2014. – с. 91-99.
- "Алгоритм адщаптивной маршрутизации данных с учетом степени доверия к удаленным узлам / Г. М. Луцкий // Информауионные технологии моделирования и управления. – № 1. – 2014. – с. 91-99.
- «Луцький Г. М.» Трансформування України у країну новаторів // Журнал «Актуальні проблеми економіки». – Київ. – 2012. – № 12.
- «Луцький Г. М.» Алгоритм адаптивой маршрутизации данніх с учетом степени доверия к удаленнім узлам. // Информационные технологии моделирования и кправления. – № 1. – 2014. – с 91-99.
- «Луцький Г. М.» Метод повыщения эффективности диагностирования элементов в мнгогканальных КС // Системы управления и информационные технологии. – № 1 (55) . – 2014. – С. 78-81.
- «Luckiy G.»: Models for Analysis and Prognostication of the Indicator of the Distributed Computer Systems Characteristucs. International Review on Computers and Software. – vol. 10. – N 12. – 2015.
- «Luckiy G.» Stochastic RE-newtwork for the Nodes Functioning Analysys in the Distributed Computer Systems // Computer Network and Information Security. – 2016. – N 6.
- «Luckiy G.» Development of real time method of detecting attacks based on artificial intelligence / Loutskii Heorhii, Volokyta Artem, Yakushev Oleksandr, Rehida Pavlo, Vu Duc Thinh // Technology audit and production reserves. – № 3/1(29).
- «Volokita A.» Development of real time method of detecting attacks based on artificial intelligence / Loutskii Heorhii, Volokyta Artem, Yakushev Oleksandr, Rehida Pavlo, Vu Duc Thinh // Technology audit and production reserves. – № 3/1(29).
- [Архівовано 6 лютого 2018 у Wayback Machine.] Розробка теоретичних основ побудови високопродуктивних комп'ютерних систем з динамічним розпаралелюванням обчислювальних процесів: звіт про НДР (заключ.) НТУУ "КПІ / кер. роб. Г. Луцький. – К., 2013. – 166 л. + CD-ROM + Д/б № 2402-ф.
- «Луцький Г. М.» Використання деяких способів кодування для підвищення точності обчислень [Архівовано 6 лютого 2018 у Wayback Machine.] / Г. М. Луцький, Т. О. Блінова, В. М. Порєв // Вісник НТУУ «КПІ». Інформатика, управління та обчислювальна техніка: збірник наукових праць. – 2010. – № 52. – С. 59–63. – Бібліогр.: 7 назв.
- Моделювання обмеженої реалізації архітектури потоку даних в структурі суперскалярного процесора [Архівовано 6 лютого 2018 у Wayback Machine.] / Г. М. Луцький, О. М. Долголенко, С. В. Аксьоненко, В. О. Сторожук // Вісник НТУУ «КПІ». Інформатика, управління та обчислювальна техніка: збірник наукових праць. – 2014. – Вип. 60. – С. 83–94. – Бібліогр.: 4 назви.

Під керівництвом Луцького Г. М. захищені 4 докторські (Сімоненко В. П. , Мирослав Хайдер, Кулаков Ю. О., Жабін В. І.) та 37 кандидатських дисертацій.